# Raquel Willis

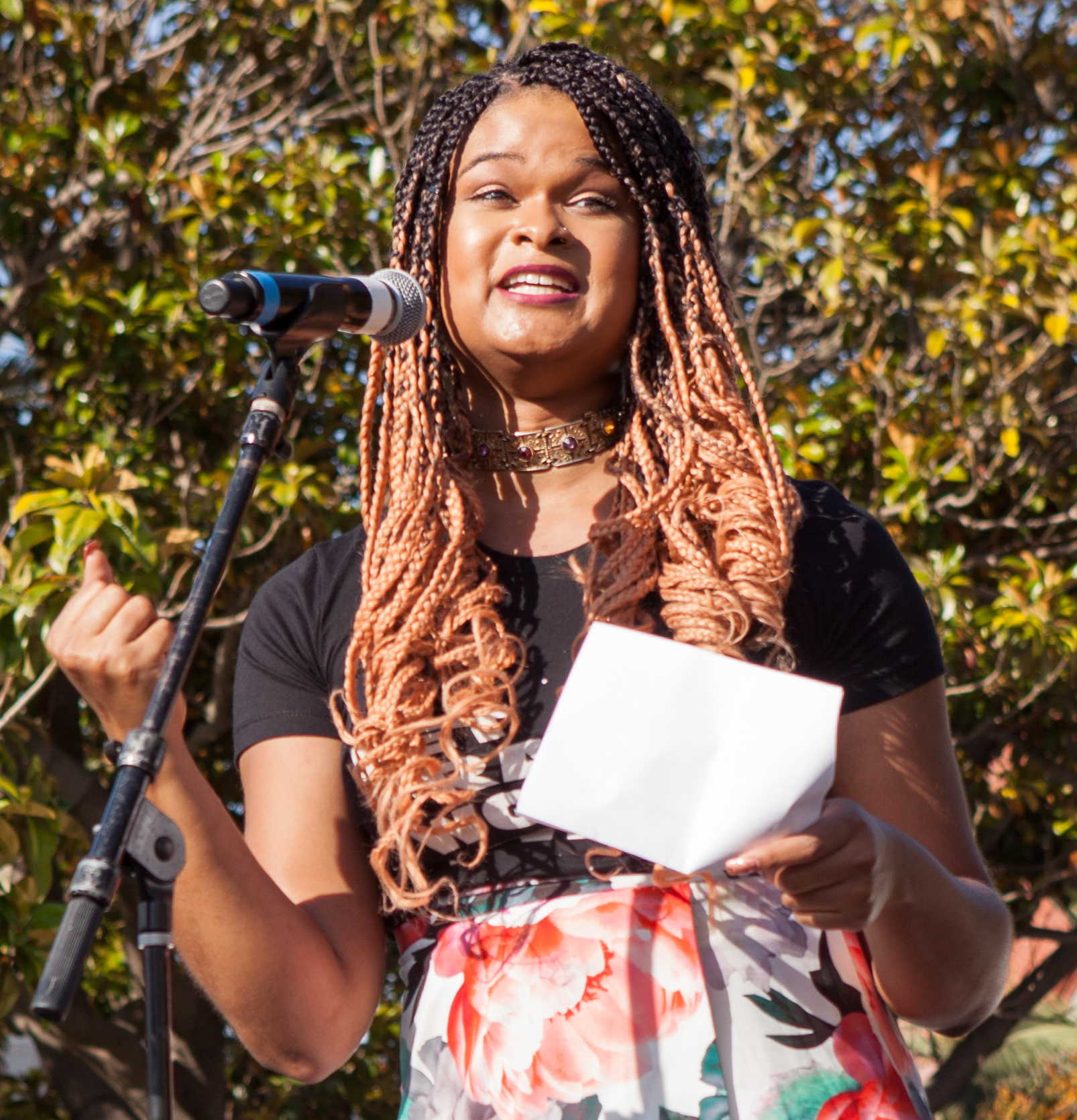
Raquel Willis au dem Transmarsch San Francisco 2017

Raquel Willis (geb. 1990/1991 in Augusta, Georgia) ist eine afroamerikanische Schriftstellerin, Redakteurin und Aktivistin für Transgender-Rechte. Sie ist ehemalige nationale Organisatorin des Transgender Law Center und ehemalige Chefredakteurin des Out-Magazins. Ihre Memoiren „The Risk It Takes To Bloom“ wurden im November 2023 veröffentlicht.
Im Jahr 2020 gewann Willis den GLAAD Media Award für herausragende Zeitschriftenartikel im Out-Magazin. Im Jahr 2025 ernannte das TIME Magazine Willis zur Frau des Jahres und zu einer der 100 einflussreichsten Personen des Jahres.

## Frühes Leben und Ausbildung
Willis wurde in Augusta, Georgia, geboren und wuchs dort in einer katholischen Familie auf, die ehrenamtliches Engagement, Verantwortungsbewusstsein und soziales Engagement förderte. Ihre Eltern waren beide Sonntagsschullehrer und sie besuchte jedes Wochenende die Kirche.
Als Kind war Willis zwiespältig hinsichtlich ihres Geschlechts und ihrer Sexualität. Sie wurde in der Schule und von den Kindern in der Nachbarschaft gemobbt. Als Teenager outete sie sich als lesbisch und fand schließlich Akzeptanz bei ihren Mitschülern und Eltern.
Willis studierte an der University of Georgia, wo sie aufgrund ihrer Geschlechtsidentität erneut Schikanen ausgesetzt war. Sie erkannte, dass sie eine Transfrau war, und beschloss, sich einer Geschlechtsumwandlung zu unterziehen. Gemeinsam mit anderen Studierenden engagierte sie sich gegen Diskriminierung aufgrund der Geschlechtsidentität. Willis schloss ihr Studium 2013 mit einem Bachelor in Journalismus ab.

## Aktivismus und Karriere
Nach ihrem Universitäts-Abschluss zog Willis nach Atlanta und begann, sich gemeinsam mit anderen Transmenschen und geschlechts-nonkonformen People of Color aktiv zu engagieren. Später ließ sie sich in Oakland nieder und arbeitete dort als Kommunikationsmitarbeiterin und später als nationale Organisatorin für das Transgender Law Center.
Willis war eine der Rednerinnen beim Women's March 2017 in Washington, D.C. Später erklärte sie, dass sie zwar froh war, dort zu sein, Transfrauen jedoch bei der ursprünglichen Planung nur eine Nebenrolle gespielt hätten. Als sie dies bei der Demonstration selbst sagen wollte, wurde sie von den Organisatoren unterbrochen.
Willis hat sich entschieden für Transfrauen eingesetzt. So kritisierte sie beispielsweise Äußerungen von Chimamanda Ngozi Adichie, die zwischen Trans- und Cisfrauen unterschied. Willis rief zum Boykott der Radiosendung „The Breakfast Club“ auf, nachdem der Komiker Lil Duval in der Sendung aufgetreten war. Er scherzte über die Tötung von Transfrauen, nachdem er über die vorherige Interviewpartnerin der Sendung, die Schriftstellerin Janet Mock, eine Transfrau, gesprochen hatte.
Im Dezember 2018 wurde Willis zur Chefredakteurin des Out-Magazins ernannt und war damit die erste Transfrau an der Spitze der Publikation. Willis unterstützte zusammen mit Neal Broverman Elizabeth Warren bei den Präsidentschaftsvorwahlen der Demokratischen Partei 2020. Später im selben Jahr, im Juni 2020, wurde Willis als neue Kommunikationsdirektorin der Ms. Foundation for Women bekannt gegeben. Sie hatte diese Funktion bis Januar 2021 inne.
Willis war Anfang 2023 Mitbegründerin des Kollektivs Gender Liberation Movement (GLM). GLM organisierte den Gender Liberation March in Washington D.C. zur Unterstützung der reproduktiven Rechte und der Rechte von Transgendern inmitten der Anti-LGBTQ-Gesetzgebung und der kürzlichen Aufhebung des verfassungsmäßigen Rechts auf Abtreibung durch Roe v. Wade.
Während des Gaza-Krieges nahm Willis an einer Antikriegsdemonstration teil.
Im Jahr 2024 war Willis Grand Marshal beim NYC Pride March. Willis und andere GLM-Aktivisten standen unter anderem während der mündlichen Verhandlung im Fall „United States v. Skrmetti“ vor dem Obersten Gerichtshof, in dem es um die geschlechtsangleichende Betreuung von Minderjährigen unter 18 Jahren ging. Später in der Woche war sie eine von 15 Aktivisten, die bei einem Toiletten-Sit-in im US-Kapitol verhaftet wurden, um gegen das Anti-Transgender-Toilettengesetz im US-Repräsentantenhaus zu protestieren.

## Schriften
Willis Schriften erschienen in Publikationen wie The Huffington Post, BuzzFeed und Autostraddle. Sie moderierte außerdem den BGD-Podcast mit Raquel Willis.
Willis Memoiren The Risk It Takes To Bloom wurden im November 2023 von St. Martin’s veröffentlicht.

## Arbeit
- 2017 – Sojourner Truth Transformational Leadership Fellow[32][11]
- 2018 – Jack Jones Literary Arts Sylvia Rivera Fellow[33]
- 2018 – Open Society Foundations Soros Equality Fellow[34][35]
- 2019 – The Trans Obituaries Project[36][37]

## Auszeichnungen
- 2017 – Essence Woke 100 Women[38]
- 2017 – The Root 100 Most Influential African Americans
- 2018 – San Francisco Transgender Day of Visibility Emerging Leader Award[39]
- 2018 – Frederick Douglass 200 awardee
- 2020 – GLAAD Media Award for Outstanding Magazine Article[6]
- 2021 — Fast Company Queer 50[40]
- 2025 — TIME Woman of the Year[7]
- 2025 — TIME 100 Most Influential People of 2025[8]